# Ньеволе (водоток)
Ньеволе (итал.  Nievole) — водоток в итальянской области Тоскана.

## Описание
Протяжённость водотока — 27 км.  Берёт начало в Пистойских Апеннинах (недалеко от Догана-Веккья, к северу от Марлианы) и впадает в равнину между Пьеве-а-Ниеволе и Монсуммано-Терме. С рекой Пеша, в которую она впадает недалеко от Торре (к северу от Фучеккьо), она заполняет болота Фучеккьо, через рекультивацию которых (начатую Пьетро Леопольдо в 1788 году) поток затем через каналы впадает в Арно.  
Бассейн Ньеволе в целом соответствует региону, известному как Валь-ди-Ньеволе (или Вальдиньеволе). Его равнинная часть, между Монтекатини и мелиорацией Фучеккьо, является одной из самых плодородных и возделываемых территорий Тосканы.